# ФК „Балкан 1929“
Вижте пояснителната страница за други значения на Балкан.
ФК „Балкан 1929“ е футболен отбор от град Ботевград, който участва в Трета аматьорска футболна лига, Югозападна група.

## История
„Балкан“ е основан през 1929 г. под името „Стамен Панчев“. През 1945 г. отборът се нарича „Христо Гурбов“. От началото на 1947 г. се казва „Балкан“. През есента на 1949 г. започват да се обособяват доброволни спортни организации на ведомствен принцип – „Червено знаме“, „Динамо“, „Спартак“ и др. Те са обединени отново под името „Балкан“ през 1957 г. 
Отборът играе домакинските си мачове на стадион „Христо Ботев“, с капацитет 8000 зрители. Основните цветове на клуба са зелено и бяло. Най-много участия в отбора има голмайсторът за всички времена – Васил Редовски, който е изиграл 264 мача и е отбелязал 80 гола.
От 2009 г. насам е налице сериозен упадък в развитието на клуба. През сезон 2009/10 Балкан не успява да защити 5-о си място в Западната Б група и завършва 9-и. През сезон 2010/11 отборът не получава лиценз за Б група и продължава в Югозападната В група, където завършва 9-и. Основния футболист в отбора Николай Ламбев, роден в Бургаска област, е с рекордните 35 гола за отбора.

## Успехи
Купа на Аматьорската футболна лига
- Носител – 2019